# ユキ・ラインハート
ユキ・ラインハート（英語: Yuki Rhinehart、5月27日 - ）は、アメリカ合衆国ハワイ州出身のラジオパーソナリティ・歌手であり、「ユキ・ラインハート英会話スクール」の経営者兼講師である。生年は公式サイトによると1960年代となっている。本名は、ユキ・ジョアン・ラインハート（Yuki Joan Rhinehart）。
また、Leila White レイラ・ホワイト名で音楽活動をしており、2010年9月のインタビューでは今後この名前で活動していくと表明した。Leilaはハワイによくある名から造作し、Whiteはユキ（日本語の雪）にちなんだとのことである。

## 概略
- アメリカ合衆国ノースカロライナ州出身で米軍将校の父と東京都世田谷区出身の母との間に生まれる。父の職業のため、幼少期は各地の米軍基地を点々とする。
- 幼児期と小学2年、5年、中学3年生以降日本に在住。神奈川県のキャンプ座間内にある高校に通いながら歌・ダンスのレッスンを続け、FMラジオ番組のオーディションに合格しラジオの世界に入る。
- 地元世田谷区のチームということもあり、スフィーダ世田谷FCのスタジアムパーソナリティを務め、ホームゲームの際はサポーターと共に会場を盛り上げている。ビジネスの枠を越えてスフィーダ世田谷を愛しており、関東開催のアウェイゲームに限らず関西や甲信越での試合にも一般サポーターとして顔を出し、サポーターに負けじと大声でピッチの女子選手たちを応援している姿も見られる。

## Leila White

### ディスコグラフィー

#### アルバム
| 発売日         | 作品名                                                                    | 種別                   |
| -------------- | ------------------------------------------------------------------------- | ---------------------- |
| 1995年11月22日 | マゼンタ MAGENTA                                                          | アルバム               |
| 1995年11月22日 | エンドレス・ドリーム ENDLESS DREAM                                        | アルバム               |
| 1997年1月12日  | プリミティヴ PRIMITIVE                                                    | アルバム               |
| 1998年1月21日  | タイム・トゥ・フォール・イン・ラヴ TIME TO FALL IN LOVE                   | アルバム               |
| 2001年1月24日  | ザ・ベスト THE BEST                                                       | ベストアルバム         |
| 2010年9月1日   | レイラ・ホワイト・フェイヴァリット・ピックス LEILA WHITE'S FAVORITE PICKS | 配信限定ベストアルバム |

#### シングル
| 発売日        | 作品名                                 | 種別                         |
| ------------- | -------------------------------------- | ---------------------------- |
| 1995年1月15日 | BORDERLINE                             | LIMITED EDITION EP（SAMSON） |
| 1997年5月2日  | ワン・デイ ONE DAY                     | 8cmCDシングル                |
| 1998年1月21日 | ドント・アンサー・ミー DON'T ANSWER ME | 8cmCDシングル                |
| 2000年1月26日 | クール・イナッフ COOL ENOUGH           | Maxiシングル（LEINATS名義）  |

## 声の出演

### MAXI SINGLE
- チェンジ・ザ・ワールド/はるかな想い - ドナ&ビル,ユキ・ラインハート(2001/11/21)

### テレビ
- 2005 - 2017　ミュージックステーション（テレビ朝日）
- 2007 99プラス（日本テレビ）
- 2008 - 2013　東京カワイイ★TV（NHK総合テレビ）
- 2010 - その顔が見てみたい（フジテレビ）
- 2011 - Rの法則（NHK教育テレビ）
- 2015 - 不思議映像No.1決定戦 オーマイガー（テレビ朝日）
- 2016 - 2018 タビフク。（TBSテレビ）

### ラジオ
現在
- A・O・R（2007- 、JFNC）

過去
- ALL JAPAN TOP 100（1993-1998、NACK5）
- JAPANESE DREAM（1997-1998、NACK5）
- WEEKEND BREEZE（ZIP-FM）